# Something for Everyone
Something for Everyone è un film del 1970, diretto da Harold Prince. Tratta dal romanzo The Cook di Harry Kressing, è una commedia nera con protagonisti Angela Lansbury e Michael York.
Fu l'ultimo film girato per il grande schermo dall'attore tedesco Walter Janssen (1887-1976).
La pellicola non è mai stata distribuita in Italia.

## Trama
Konrad, ragazzo di campagna, attraversa con la bicicletta gli splendidi paesaggi della Baviera e fa una sosta per ammirare il castello Ornstein, appartenente alla contessa Herthe von Ornstein, vedova caduta in miseria, ma ancora amante del lusso. Con lei vivono i figli, Helmuth e Lotte. Divenuto amico del valletto della contessa, Konrad lo uccide e ne prende il posto. Giunto al castello egli attira subito l'attenzione di entrambi i figli della contessa e in particolare quella di Helmuth; Konrad non perde l'occasione e stringe con quest'ultimo una forte amicizia.  
Dopo essersi liberato del maggiordomo, Konrad seduce Anneliese Pleschke, giovane proveniente da una ricca famiglia, suscitando la gelosia di Helmuth. Alla contessa propone un piano: per far tornare florida la tenuta Helmuth dovrà sposare la ricca Anneliese. Promette agli sposi, entrambi innamorati di lui, che nulla cambierà del loro legame. Dopo la cerimonia Anneliese scopre Konrad e Helmuth che si baciano e sconvolta decide di rivelare tutto ai genitori; il giovane valletto è quindi costretto ad uccidere tutta la famiglia Pleschke. 
Nel frattempo la contessa, da sempre attratta da Konrad, lo seduce e decide di sposarlo; per il giovane il matrimonio con la contessa, tornata ricca, è un altro passo verso il successo. Non sa però che Lotte, figlia minore della contessa, è al corrente dei suoi delitti e dei suoi diabolici piani e minaccia Konrad in cambio del silenzio.

## Produzione
Il film fu prodotto dalla  Cinema Center Films, venne girato in Austria e in Baviera.

## Distribuzione
Distribuito negli Stati Uniti dalla National General Pictures, venne presentato in prima a New York il 22 luglio 1970. In Danimarca, uscì il 10 aprile 1975 con il titolo Kærlighed til alle. Il 10 novembre 2000, fu trasmesso in prima tv dalla giapponese NHK-BS2.